# دیوید اشپیت
دیوید اشپیت (آلمانی: David Späth؛ زادهٔ ۲۹ آوریل ۲۰۰۲) بازیکن هندبال اهل آلمان است.